# 産業標準化法
産業標準化法（さんぎょうひょうじゅんかほう、昭和24年6月1日法律第185号）は、鉱工業品等の標準化の促進に関する日本の法律である。通称はJIS法。
適正かつ合理的な産業標準の制定および普及により産業標準化を促進すること、ならびに国際標準の制定への協力により国際標準化を促進することによって、鉱工業品等の品質の改善、生産能率の増進その他生産等の合理化、取引の単純公正化および使用または消費の合理化を図り、あわせて公共の福祉の増進に寄与することを目的とする。
制定当時の題名は工業標準化法（こうぎょうひょうじゅんかほう）であったが、不正競争防止法等の一部を改正する法律（平成30年法律第33号）による改正により、2019年（令和元年）7月1日より現行の題名に改正された。

## 構成
- 第1章 総則（第1条・第2条）
- 第2章 日本産業標準調査会（第3条 - 第10条）
- 第3章 日本産業規格の制定（第11条 - 第21条）
- 第4章 認定産業標準作成機関（第22条 - 第29条）
- 第5章 鉱工業品等の日本産業規格への適合性の認証
  - 第1節 日本産業規格への適合の表示（第30条 - 第38条）
  - 第2節 認証機関の登録（第39条 - 第44条）
  - 第3節 国内登録認証機関（第45条 - 第54条）
  - 第4節 外国登録認証機関（第55条・第56条）
- 第5章 製品試験等の事業（第57条 - 第68条）
- 第6章 雑則（第69条 - 第77条）
- 第7章 罰則（第78条 - 第84条）
- 附則

## 紛らわしい表示の禁止
法は、「何人も、第三十条第一項若しくは第二項、第三十一条第一項、第三十二条第一項から第三項まで又は前条第一項に規定する場合を除くほか、その取り扱う鉱工業品若しくはその包装、容器若しくは送り状、その取り扱う電磁的記録に関する電磁的記録関係書面若しくは電磁的記録を記録した記録媒体若しくはその包装、容器若しくは送り状又はその取り扱う役務に関する役務関係書面に第三十条第一項、第三十一条第一項、第三十二条第一項又は前条第一項の表示を付し、又はこれらと紛らわしい表示を付してはならない。」と規定している 。しかし、 同じ商品名でありながら、JIS規格製品とJIS規格外製品が存在する場合がある 。罰則：一年以下の懲役又は百万円以下（法人の場合は1億円以下）の罰金 。

## JIS認証の取消・販売の停止
主務大臣は、JIS表示（これと紛らわしい表示を含む。）の付してある鉱工業品がその表示に係る日本工業規格に適合せず、又は当該認証に係る鉱工業品の製造品質管理体制が適正でないと認めるときは、認証製造業者等に対し、当該表示の除去若しくは抹消又は当該表示の付してある鉱工業品の販売の停止を命ずることができる。。命令違反の一年以下の懲役又は百万円以下（法人の場合は1億円以下）の罰金 。

## 認証機関の登録取消し
主務大臣は、登録認証機関が法違反や不正があった場合には、その登録を取り消し、又は期間を定めて認証の業務の全部若しくは一部の停止を命ずることができる。命令違反の罰則：一年以下の懲役又は百万円以下の罰金に処する 。